# Gran Premio Città di Camaiore 1995
Il Gran Premio Città di Camaiore 1995, quarantaseiesima edizione della corsa, si svolse il 9 agosto 1995 su un percorso di 209 km, con partenza e arrivo a Camaiore. La vittoria fu appannaggio dell'italiano Luca Scinto, che completò il percorso in 4h52'53", alla media di 42,816 km/h, precedendo i connazionali Francesco Casagrande e Massimo Podenzana.

## Ordine d'arrivo (Top 10)
| Pos. | Corridore            | Squadra                 | Tempo    |
| ---- | -------------------- | ----------------------- | -------- |
| 1    | Luca Scinto          | MG Maglificio-Technogym | 4h52'53" |
| 2    | Francesco Casagrande | Mercatone Uno-Saeco     | a 0'12"  |
| 3    | Massimo Podenzana    | Brescialat              | a 0'25"  |
| 4    | Paolo Lanfranchi     | Brescialat              | a 0'38"  |
| 5    | Maurizio Fondriest   | Lampre-Panaria          | a 0'40"  |
| 6    | Leonardo Piepoli     | Refin                   | s.t.     |
| 7    | Marco Pantani        | Carrera Jeans-Tassoni   | s.t.     |
| 8    | Gianni Bugno         | MG Maglificio-Technogym | s.t.     |
| 9    | Ivan Gotti           | Gewiss-Ballan           | s.t.     |
| 10   | Alberto Elli         | MG Maglificio-Technogym | a 2'40"  |